# Chiesa delle Anime del Purgatorio (Fasano)
La chiesa delle Anime purganti è una chiesa tardo-barocca di Fasano in provincia di Brindisi.
Venne eretta nel 1696, così come è dimostrato dal cartiglio presente sull'architrave del portone principale, su commissione della confraternita del "Pio Monte del Purgatorio". 
Il primo restauro risale al 1776.
La chiesa presenta numerose decorazioni barocche, un'unica navata, un altare maggiore in marmo polìcromo di scuola napoletana, dipinti su tela e affreschi, un coro ligneo e un organo posto su una balconata lignea, tutti del XVIII secolo.
Gli altari laterali sono intitolati a san Nicola da Tolentino e al Cristo Morto (con simulacro in cartapesta ottocentesco), a san Michele e all'Addolorata (con la statua portata in processione la notte del Venerdì Santo e oggetto di grande venerazione).
In sacrestia sono conservati un busto ligneo di San Francesco da Paola e il "tesoro della confraternita", corredo liturgico in argento.